# Piskó
Piskó (kroatisch Piškiba) ist eine ungarische Gemeinde im Kreis Sellye im Komitat Baranya.

## Geografische Lage
Piskó liegt südöstlich der Stadt Sellye, zwei Kilometer nördlich des Flusses Dráva, der die Grenze zu Kroatien bildet. Nachbargemeinden sind Vejti, Zaláta und Lúzsok.

## Sehenswürdigkeiten
- Reformierte Kirche, erbaut 1861–1862

## Verkehr
In Piskó treffen die Landstraßen Nr. 5821 und Nr. 5822 aufeinander. Der nächstgelegene Bahnhof befindet sich in Sellye.